# Cejup
A Editora Cejup é uma editora brasileira, sediada em Belém do Pará. Foi fundada em 1979 por Gengis Freire de Souza (nasceu no dia 26 de julho de 1945, faleceu no dia 19 de maio de 2020), advogado e membro da Academia Paraense de Letras, e se concentrou inicialmente na edição de livros jurídicos. Posteriormente, através do selo "Cejup Cultural", passou a publicar obras de grandes nomes da cultura brasileira e paraense, como Dalcídio Jurandir, Vicente Cecim, Nicodemos Sena e Bruno de Menezes. Entre 1997 e 2001 esteve associada ao jornal A Província do Pará, mas a aventura de publicar um jornal diário não teve êxito, pois o jornal foi vendido e fechado logo em seguida. Recentemente, passou a publicar também livros didáticos. É proprietária de gráfica própria.